# Patrijarhova jesen
Patrijarhova jesen (šp. El otoño del patriarca) je delo autora Gabrijela Garsije Markesa, koje je objavljeno 1975. godine. Prvo izdanje je štampano u pola miliona primeraka. Patrijarhova jesen je prema osobinama bliža epu nego romanu, iako je dat veliki broj opisa ličnosti, ali takođe pripada i satiri.